# 슈파플렉스
《슈파플렉스》(Supaplex)는 두 명의 스위스 학생 필립 제퍼슨(Philip Jespersen)과 마이클 스톱(Michael Stopp)이 개발한 비디오 게임으로, 1991년에 디지털 인티그레이션(Digital Integration)이 배급하였다. 《볼더 대시》의 확장형 클론이다.

## 역사
플로피 디스크에 딱 들어갈만한 《볼더 대시》의 한 버전으로 설계되었으며 설계자들은 더 나은 그래픽을 만들기 위해 이러한 접근에 힘든 시간을 보냈다. (오리지널 아미가 《슈퍼플렉스》 버전은 표준 880kb 플로피 디스크에 맞추어야 했으며 오리지널 A500 또는 A2000과 같은 표준 512kB 아미가에서 동작할 필요가 있었다. 아미가 버전은 복사 보호 때문에 하드드라이브와 사용자 지정 디스크 포맷으로 복사가 불가능했다)
이 게임은 111개의 레벨이 있지만 수많은 비공식 레벨 집합이 출시되어 레벨 수를 상당히 증가시켰다. 이 게임은 아미가와 MS-DOS용으로 출시되었다. (런던 지역의 2명의 남성이 아타리 ST용 풀 버전을 프로그램하기 시작했으나 제한된 그래픽 지원으로 인해 출시된 적은 없다.)
하드웨어 의존 프로그래밍 덕분에 PC 버전의 슈파플렉스는 PC가 빨라진만큼 2배 정도 빠르게 동작하였다. Herman Perk는 이 게임을 디스어셈블링하고 디버깅한 다음 다시 어셈블링하였다. 이 결과물의 이름은 SpeedFix이다. 게임 자체를 변경하지 않은 채 기타 기능들이 추가되었다.
게임 개발자들은 이 소프트웨어를 프리웨어로 선언하였다.
이 게임의 출시에 이어 수많은 클론과 재구현체들이 다양한 플랫폼을 대상으로 개발되고 있으며, 향상된 그래픽과 비표준 레벨 크기와 같은 기능들이 추가되어 있다.